# آرنو تاتوین
آرنو تاتوین (انگلیسی: Arnaud Tattevin؛ زادهٔ ۲۶ فوریهٔ ۲۰۰۰) بازیکن فوتبال است.
وی همچنین در تیم‌های ملی فوتبال France national under-16 football team، زیر ۱۷ سال فرانسه، و جمهوری آفریقای مرکزی بازی کرده‌است.